# Едуард Ераносян
Едуард Антраник Ераносян, известен още като „Едо“, е бивш български футболист, нападател и треньор. Клубна легенда на Локомотив (Пловдив). Като футболист с черно-белите е Носител на Купата на Съветската армия през сезон 1982/83 и Голмайстор на А група през сезон 1983/84. Като треньор извежда „смърфовете“ до Шампионската титла през сезон 2003/04, Суперкупата на България през 2004 г. и Бронзовите медали през сезон 2004/05. В чужбина като играч на Боавища печели Купата на Португалия през 1991/92, а като треньор става Шампион на Ангола през 2013 г. с Кабушкорп до Паланка.

## Кариера

### Кариера като футболист
Родом от Пловдив, Ераносян е възпитаник на школата на Локомотив (Пловдив). Започвайки професионалната си кариера през сезон 1978/79 той играе за черно-белите в периодите (1978 – 1988, 1989, 1993 – 1994) като остава в историята като един от най-добрите нападатели на клуба, записвайки общо 329 мача и вкарвайки 151 гола (168 мача и 64 гола в А група, 137 мача и 76 гола в Б група, 22 мача и 10 гола в турнира за Купата на България и 2 мача и 1 гол в турнира за Купата на УЕФА). В България той отказва да играе за други отбори освен за Локомотив (Пловдив), въпреки че има интерес към него от столичните грандове на няколко пъти. В чужбина играе за гръцкия Аполон Каламариас през сезон 1988/89. След това постига успехи в Португалия играейки за Витория Сетубал през сезон 1989/90, Леишоеш в периодите (1990 – 1991, 1992 – 1993 и 1996 – 1997) като записва 80 мача за клуба, в които отбелязва 33 гола и Боавища през сезон 1991/92.
С Локомотив Пловдив печели Купата на Съветската армия през 1982/83 и става голмайстор на А група за сезон 1983/84. В чужбина печели Купата на Португалия с Боавища през 1991/92.
Ераносян е известен със своя голов нюх, отлична техника в движение и гледка към играта.
За националния отбор има 10 мача, а за младежката и юношеските гарнитури на България записва общо 44 двубоя с 11 гола.

### Треньорска кариера
Треньорската му кариера започва в Локомотив (Пловдив) през 2001 г., когато отбора играе в Б група. През следващия сезон 2002/2003 застава начело на Добруджа (Добрич), но няколко месеца по-късно напусна след шумен скандал с президента Величко Найденов и феновете на добричкия клуб. След края на сезон 2002/03 Едуард Ераносян сменя в Локомотив (Пловдив) Димитър Димитров – Херо. Под негово ръководство „смърфовете“ правят силен марш в А група, заемайки първото място. На 17 февруари 2004 сензационно Ераносян е уволнен от президента на тима Георги Илиев без никакъв коментар. По-късно той бива върнат и отпразнува първата шампионска титла в историята на пловдивските „железничари“. Едуард Ераносян и неговия отбор отпадат от белгийския Клуб Брюж в квалификациите на Шампионска лига, но последвалия сезон 2004/05 им донася 3-то място и бронзовите медали. В турнира за Купата на УЕФА Ераносян елиминира сръбския ОФК Београд, но няколко мача по-късно се разделя с родния си тим, заради неясното бъдеще на отбора след убийството на президента на клуба.
От 2013 до 2014 г. е треньор на анголския Кабушкорп до Паланка . От 14 август, 2015 г. до 6 ноември, 2015 е старши треньор на Лудогорец (Разград) . На 27 октомври 2016 г. се завръща като треньор на Локомотив (Пловдив).

## Успехи

### Като футболист
Локомотив Пловдив
- Купа на Съветската армия (1 път) – 1982/83
- Промоция в А група (2 пъти) – (1982/83, 1984/85)

Боавища
- Купа на Португалия (1 път) – 1991/92

Индивидуални постижения
- Голмайстор на А група (1 път) – 1983/84

### Като треньор
Локомотив Пловдив
- Шампион на България (1 път) – 2003/04
- Суперкупа на България (1 път) – 2004
- Бронзов медалист (1 път) – 2004/05

Кабушкорп до Паланка
- Шампион на Ангола (1 път) – 2013

Индивидуални постижения
- Треньор №1 на България (1 път) – 2004